# Avcılar
Avcılar là một huyện thuộc tỉnh İstanbul, Thổ Nhĩ Kỳ. Huyện có diện tích 39 km² và dân số thời điểm năm 2007 là 323596 người, mật độ 8297 người/km².